# Balneoterapia
Balneoterapia – dział fizjoterapii zajmujący się zabiegami rehabilitacyjnymi wykorzystującymi wody lecznicze w różnych temperaturach, peloidy i gazy, w celu leczenia schorzeń pacjenta. Stosowany między innymi przez Hipokratesa. Rozwinięty na szeroką skalę przez Rzymian.

## Zakres balneoterapii
- aerozoloterapia
- hydroterapia
- irygacja
- krenoterapia